# Manon de Boer
Manon de Boer (Kodaikanal, Índia, 1966) és una artista indi que viu i treballa a Brussel·les.
De Boer va estudiar fotografia i escultura a l'Acadèmia de Belles Artes de Rotterdam entre el 1985 i el 1990, i a la Rijksacademie d'Amsterdam entre el 1990 i el 1992. Va començar a treballar amb cine, vídeo i so l'any 1996 fent servir la narració personal de mètode i explorant la relació entre llenguatge, temps i reivindicació de la veracitat. L'any 2008 va tenir exposicions individuals a Frankfurter Kunstverein (Frankfurt) i Witte de With (Rotterdam). Prèviament, el 1999, va mostrar la seva obra a l'Stedelijk Museum Bureau d'Amsterdam. La seva obra també ha estat vista a Raum Aktueller Kunst (Viena), Mood Salon i Bios (Atenes), MUHKA-Media (Anvers) i KVS (Brussel·les), així com en el festival internacional de cinema de Rotterdam i la Biennal de Venècia. La pel·lícula de De Boer Sylvia Kristel-Paris va guanyar el Premi Marseille Espérance en el FID de Marsella 2006. Aquell mateix any va guanyar el premi a la millor pel·lícula experimental en el XIV Festival de Cinema Curtas Metragens Vila do Condo de Portugal.